# 蒙巴于斯
蒙巴于斯（法語：Monbahus，法語發音：[mɔ̃bays]）是法国洛特-加龙省的一个市镇，属于洛特河畔新城区。

## 地理
蒙巴于斯（44°32'54"N, 0°32'6"E）面积31.97 平方千米，位于法国新阿基坦大区洛特-加龍省，该省份为法国西南部内陆省份，北起多爾多涅省，西接吉倫特省和朗德省，南至热尔省，东临塔恩-加龙省和洛特省。
与蒙巴于斯接壤的市镇（或旧市镇、城区）包括：蒙塔斯特吕克、维勒布拉马尔、博加、蒙蒂尼亚克德洛赞、蒙维耶勒、穆利内、皮内勒-欧特里沃、通布伯夫。
蒙巴于斯的时区为UTC+01:00、UTC+02:00（夏令时）。

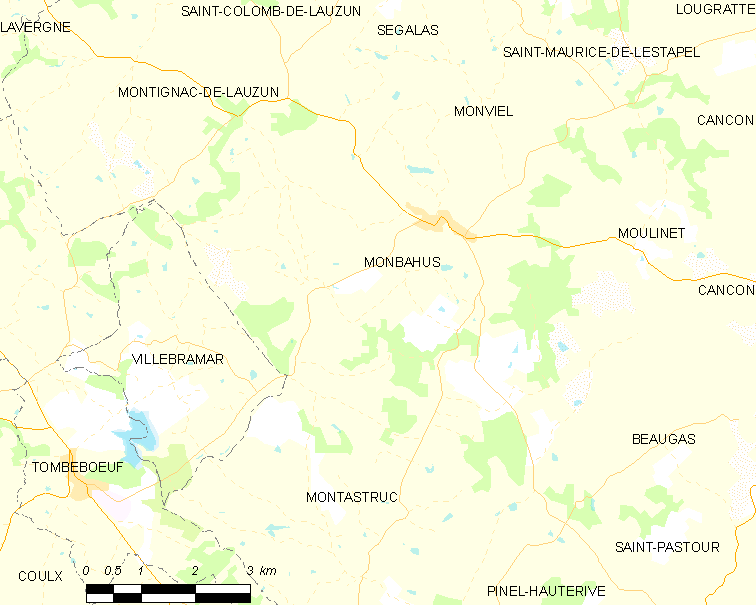
蒙巴于斯的OSM定位图

## 行政
蒙巴于斯的邮政编码为47290，INSEE市镇编码为47170。

## 政治
蒙巴于斯所属的省级选区为上阿日奈-佩里戈尔县。

## 人口

1962-2008年间蒙巴于斯人口变化图示

蒙巴于斯于2022年1月1日时的人口数量为628人。